# Šimon Felenda
Šimon Felenda (* 2. října 1992 České Budějovice) je český novinář, hudebník a slamer.

## Život
Narodil se a vyrostl v Českých Budějovicích. Získal bakalářský titul na zdejší Filozofické fakultě Jihočeské univerzity v oboru bohemistiky. V roce 2019 pak získal magisterský titul na Fakultě sociálních věd UK, obor žurnalistika. Od roku 2017 působil jaké elév v zahraniční redakci Hospodářských novin, roku 2018 přešel do zahraniční redakce Seznam Zpráv. Roku 2019 byl pak zaměstnán jako reportér TV Nova, kde mj. dlouhodobě monitoroval dění okolo tzv. brexitu, dále připravoval reportáže pro pořady Koření a Střepiny. Od roku 2021 je reportérem magazínu Reportér, téhož roku rovněž obnovil spolupráci s Hospodářskými novinami.
Je spoluautorem podcastů Quo Vadis a MoneyPenny.

## Dílo

### Slam poetry
Na slam poetry scénu vstoupil v roce 2013. V roce 2019 se stal společně s Timem Postovitem mistrem České republiky v duoslamu, téhož roku byl rovněž finalistou mistrovství ČR v Praze. Je zastoupen v almanachu Nejlepší česká slam poetry 2020.

### Hudba
Od mládí se věnuje rapu. Roku 2021 inicioval a vydal kompilaci jihočeských rapperů Dirty Bud City, ve spolupráci s DJ Ramelem (Prago Union) sólovou desku rapových skladeb a slamových výstupů.